# Arnau de Soissons
Arnau de Soissons o Arnold o Arnulf d'Oudenburg (Tiegem, ~1040 - Oudenburg, 1087) fou un monjo benedictí, prevere i bisbe de Soissons. És venerat com a sant per l'Església catòlica.

## Biografia
Arnau era fill del cavaller Fulbert. Va fer carrera militar fins que va fer-se benedictí al monestir de Saint-Médard de Soissons. Passà els tres primers anys com a eremita i després fou abat del monestir, encara que va fugir del monestir per evitar-ho. Segons la llegenda, un llop el va obligar a tornar-hi. Ordenat sacerdot, cap al 1080, fou bisbe de Soissons, honor que també volgué refusar.
Va retirar-se a un monestir quan un altre bisbe va ocupar la seu, i va fundar l'abadia de Sant Pere d'Oudenburg. A l'abadia va començar a fabricar-hi cervesa, beguda essencial a la zona en aquell temps, i encoratjà els pagesos a beure'n com a "do de salut", ja que va introduir al procés de fabricació l'aigua bullida, evitant així la transmissió de malalties.

## Veneració
Van atribuir-se-li miracles, la majoria a la seva tomba, que van ésser reconeguts per un concili a Beauvais en 1121; les seves relíquies es van portar a l'església de Sankt Peter d'Oudenburg en 1131. La seva festa és el 8 de juliol, i al Martirologi romà consta al 14 d'agost. És el sant patró dels cervesers.